# Muziekweb en Muziekwebplein

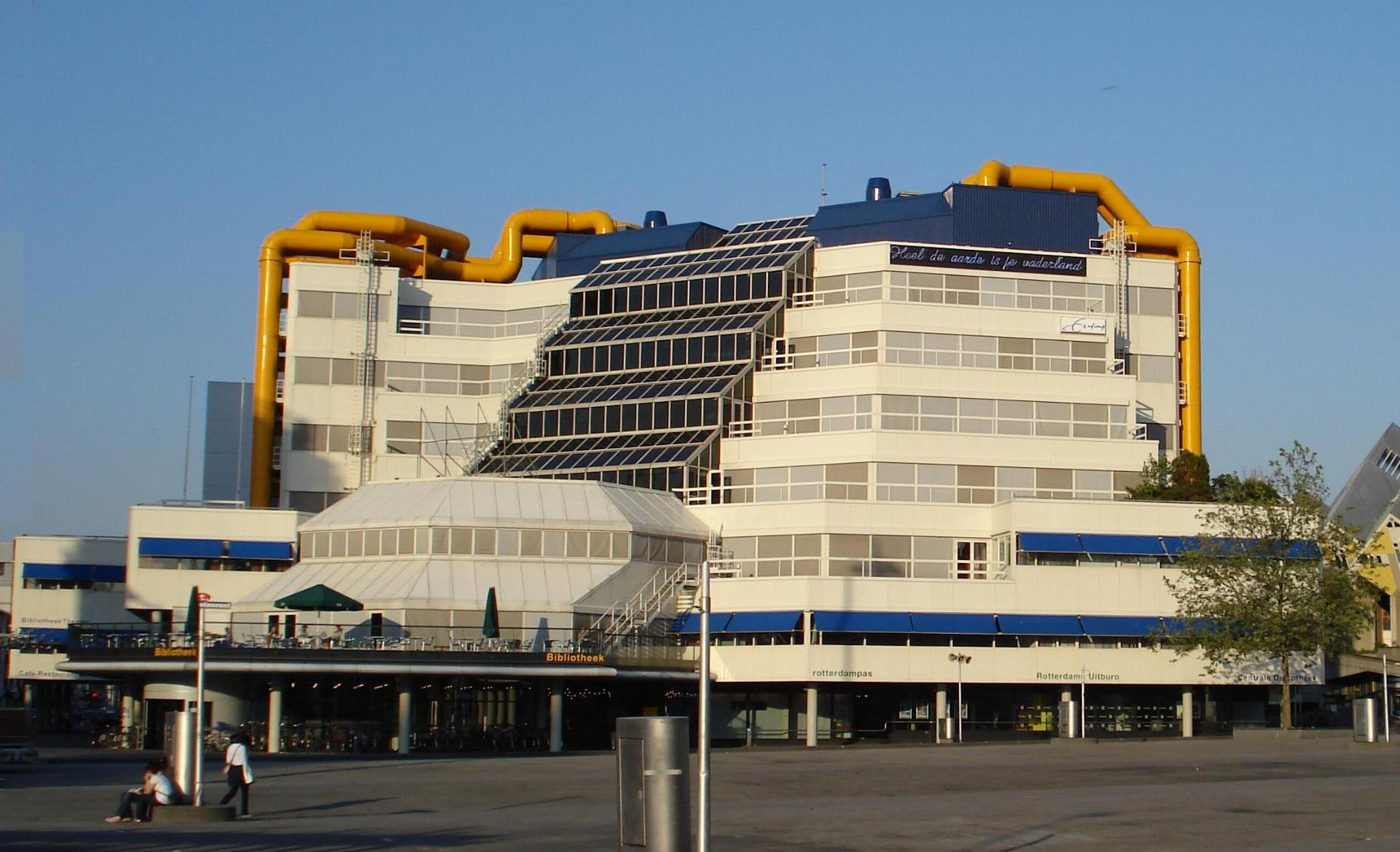
Het Muziekwebplein is gevestigd in de Bibliotheek Rotterdam.

Muziekweb (voorheen Centrale Discotheek) is een muziekbibliotheek en -database in Rotterdam, opgericht door de Stichting Centrale Discotheek Rotterdam (CDR). De collectie omvat meer dan 500.000 cd’s, 300.000 langspeelplaten en zo’n 15.000 muziek-dvd’s in diverse muziekstijlen. Leden van de Bibliotheek Rotterdam hebben toegang tot Muziekwebplein. Openbare bibliotheken in Nederland kunnen de cd's uit de collectie op bestelling uitlenen aan haar leden.

## Geschiedenis
Centrale Discotheek begon op 14 oktober 1961 op initiatief van Rob Maas met de uitleen van klassieke lp's in de Witte de Withstraat. In 1964 ontving de Discotheek de eerste gemeentesubsidie. De Discotheek verhuisde in 1966 naar De Doelen en in 1987 naar de Mauritsweg. De website Muziekweb.nl werd opgericht in 1995. Vanaf 1 juli 1997 is de Centrale Discotheek gevestigd in het gebouw van de Bibliotheek Rotterdam. Op 15 oktober 2011 werd de naam van de vestiging gewijzigd in Muziekwebplein. Sinds 1 januari 2022 maakt Muziekweb deel uit van het Nederlands Instituut voor Beeld en Geluid. De inhoud van de voormalige Muziekencyclopedie is aan Muziekweb toegevoegd.